# Queenvic piccadilly
Queenvic piccadilly är en spindelart som beskrevs av Norman I. Platnick 2000. Queenvic piccadilly ingår i släktet Queenvic och familjen Lamponidae. Inga underarter finns listade i Catalogue of Life.